# 大叶冷水花
大叶冷水花（学名：Pilea martinii）为荨麻科冷水花属的植物。全球生物物種名錄收录主要分布在甘肃南部、广西北部、贵州、湖北、湖南、江西、陕西南部、四川东部、云南南部和西藏，以及尼泊尔、不丹和锡金。生长于海拔1,100米至3,500米的地区，多生于山坡林下沟旁阴湿处，目前尚未由人工引种栽培。

## 特点
多年生草本植物。

### 株
有肉质茎，高约30-100厘米，粗约0.3-1厘米，节间下部有数条棱，节间中部有膨大，无毛或上部有短柔毛，单一或有分枝。

### 叶
葉接近膜質，同對叶常不等大、不对称，呈卵形、狹卵形或卵狀披針形，長约7-20厘米，寬约3.5-12厘米，先端長漸尖，基部圓形或淺心形，稀鈍形，邊緣自基部直到先端尾部有鋸齒狀齒，上綠色，疏生透明硬毛，下淺綠色，無毛，或幼時有疏柔毛，後漸脫落，鐘乳體條形，長約0.3毫米，基出脈3條，其側出的二條弧曲，伸達先端的齒尖，側脈多數，近橫展，整齊；葉柄長1-8厘米，無毛或上部有稀疏的短柔毛；托葉薄膜質，褐色，披針形，長约4-8毫米，後脫落。叶中有8种有毒性的生物碱。

### 花和果
花雌雄異株，较少情况有雌雄同株；花序聚傘圓錐狀，單生於葉腋，長4-10厘米，花序梗長2-6厘米，有時雌花序呈聚傘總狀，長1-2厘米，具短的花序梗。雄花無梗或有短梗，淡紅色，在芽時長約1.2毫米；花被片4，長圓狀卵形，其中二枚外面近先端有明顯的短角；雄蕊4；退化雌蕊小，圓錐狀。雌花：花被片3，不等大，果時中間的一枚船形，長及果的1/2-2/3，側生的二枚三角狀卵形，比中間的一枚短1-2倍；退化雄蕊長圓形，比中間的一枚花被片稍短。瘦果狹卵形，頂端歪斜，兩側微扁，長1毫米，熟時帶綠褐色，光滑。花期5-9月，果期8-10月。

## 别名和异名
《秦岭植物志》有载名异被冷水花。异名有Pilea hookeriana auct. non Wedd.:Hand.-Mazz.。